# Comté de Millmerran
Le comté de Millmerran est une zone d'administration locale dans les Darling Downs au sud-est du Queensland en Australie.
Le comté comprend les villes de Millmerran et Cecil Plains.